# Backas gård
Backas gård (finska: Pakkaksen kartano) är en herrgård i stadsdelen Backas i Vanda stad i det finländska landskapet Nyland. Gården grundades på 1600-talet och var under 1900-talet andelsaffären Elantos storgods.
Tillsammans med kaptensbostället Petas bildar Backas gård en värdefull byggd kulturmiljö av riksintresse. Skyddet av området övervakas av Museiverket.

## Historia
Den nuvarande herrgården grundades på 1600-talet ur ett jordebokshemmans från 1500-talet med samma namn. Backas gård ligger vid den medeltida Stora Strandvägen, ett par kilometer väster om Helsinge kyrka. Under det svenska kungarikets tid fungerade Backas som ett säteri. En av gårdens tidigare ägare var Johan Anders Jägerhorn, som nämns som ägare år 1785.
Mellan 1801 och 1808 ägdes Backas gård av Gustav von Boisman, som även ägde Tomtebacka säteri söder om Vanda å. Mellan 1812 och 1817 ägdes gården av löjtnanten och länsmannen Nils Johan Gunnar Ehrencrona. Det var sannolikt Ehrencrona som lät uppföra gårdens huvudbyggnad, som stod klar 1818. Senare ägdes Backas gård av Gustav von Boismans svärson August Hagelstam. August Hagelstams son, Carl Hagelstam, utvidgade gårdens område och utvecklade jordbruket. År 1886 köptes gården av Carl Ehrnrooth, som drev gården fram till första världskriget.
År 1916 förvärvade andelsaffären Elanto cirka 700 hektar mark på Backas gård för att säkra sitt ekonomiska oberoende och för att kunna producera livsmedel för sina butiker och restauranger.
Backas gård var en del av Elantos produktionsmaskineri. Förutom jordbruk och boskapsskötsel hade gården omfattande trädgårdsodling och tre stora växthus för tomat- och gurkodling. Överskottsmat från Elantos restauranger, bageri och ölbryggeri transporterades från Helsingfors till Backas för att användas som foder till svinen.
Elanto grundade ett tegelbruk på gården och uppförde flera byggnader med eget tegel, såsom stall, ladugård, ett stort svinhus och bostadshus för de anställda. Teglet användes även för andra ändamål; bland annat till en folkskola i Skattmansby. Den gamla huvudbyggnaden användes som förvaltarens bostad och kontor.
Under vinterkriget sammanträdde Finlands regering i Backas huvudbyggnad. Utrikesministern i Risto Rytis kabinett, Väinö Tanner, hade varit verksam inom Elanto i förvaltningsrådet och som verkställande direktör. Under luftangreppen mot Helsingfors utlokaliserades Riksarkivet till bland annat Backas gård.
Efter kriget minskade herrgårdens område successivt av flera skäl: befolkningstillväxten i dåvarande Helsinge, kolonisationen av befolkningen från de avträdda områdena, utbyggnaden av Helsingfors-Vanda flygplats, byggandet av Ring III och industriområden. Att bedriva jordbruk mitt inne i den växande staden blev omöjligt, och Elanto avyttrade markområdena, med undantag av gårdens centrum och de närmaste åkrarna. Bostadsområdena Skattbacka och Herrgårdsforsen har byggts på Backas gårds tidigare marker.
År 2020 berättade Hufvudstadsbladet att Livson Group, företaget bakom Muminvärlden i Nådendal, planerade att expandera genom att bygga en nöjespark i Backas. Planerna har inte förverkligats.
År 2022 öppnade HOK-Elanto Finlands första matbutik med nollutsläpp på Backas gårds tidigare mark. Hela fastigheten värms med bergvärme och elektriciteten produceras av vindkraft.

## Byggnader
Backas gårds huvudbyggnad färdigställdes år 1818. Herrgården utvidgades med flyglar 1844. Huvudbyggnaden renoverades i slutet av 1920-talet, sannolikt efter ritningar av arkitekt Antero Pernaja. En allé leder söderifrån till Backas gårds huvudbyggnad och den omgivande herrgårdsparken.
Stallet från år 1921 är byggt efter ritningar av Henrik Helin. Den gamla ladugården från 1870-talet byggdes om till svinhus 1926–1927 och förenades med stallet till en byggnadskropp efter ritningar av arkitekt Urho Åberg. Kort efteråt uppfördes en ladugård ritad av samma arkitekt. Från samma tid finns dessutom ett flertal ekonomibyggnader och bostadshus i tegel.

## Bilder

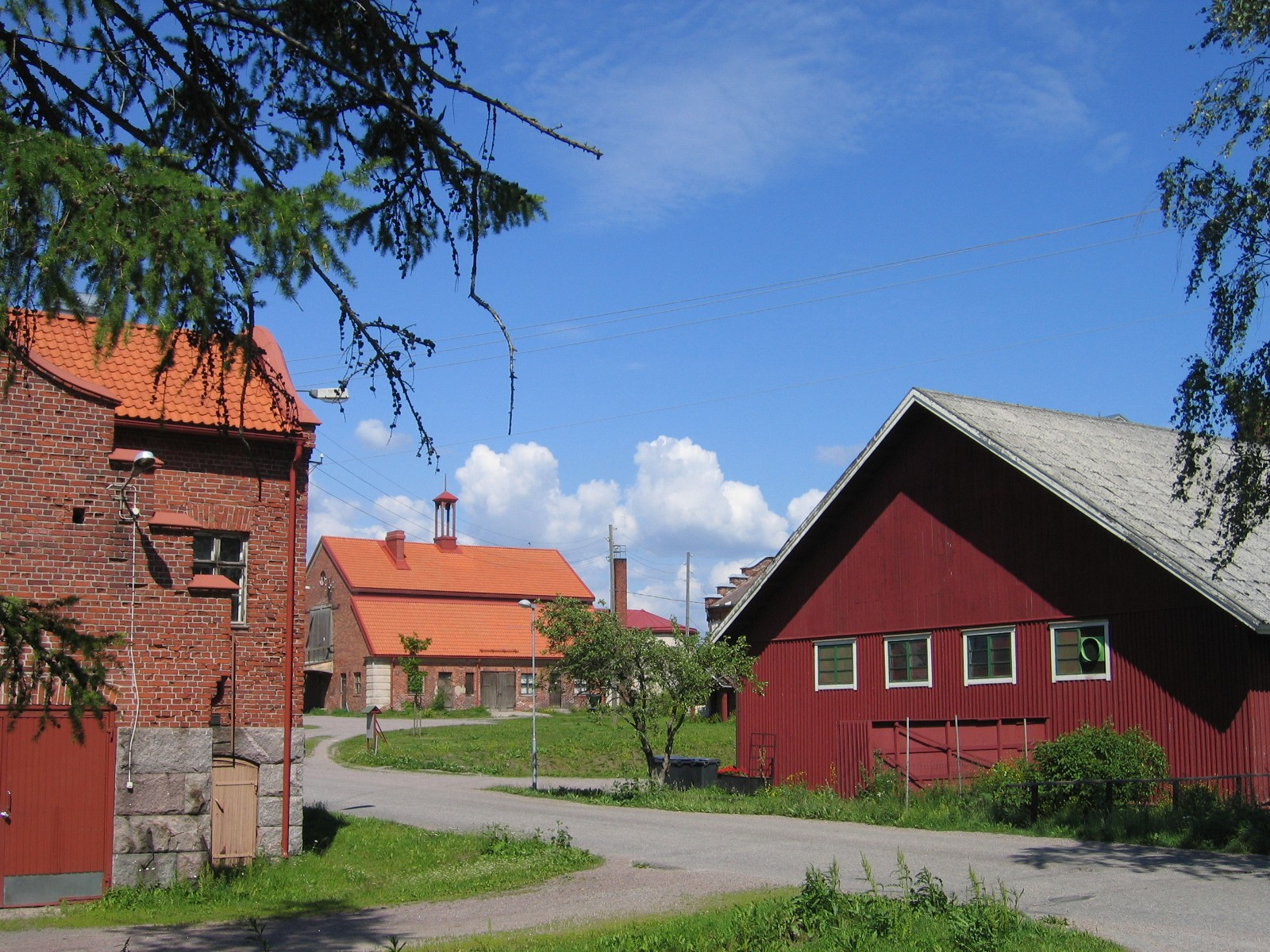
Ekonomibyggnader på Backas gård.
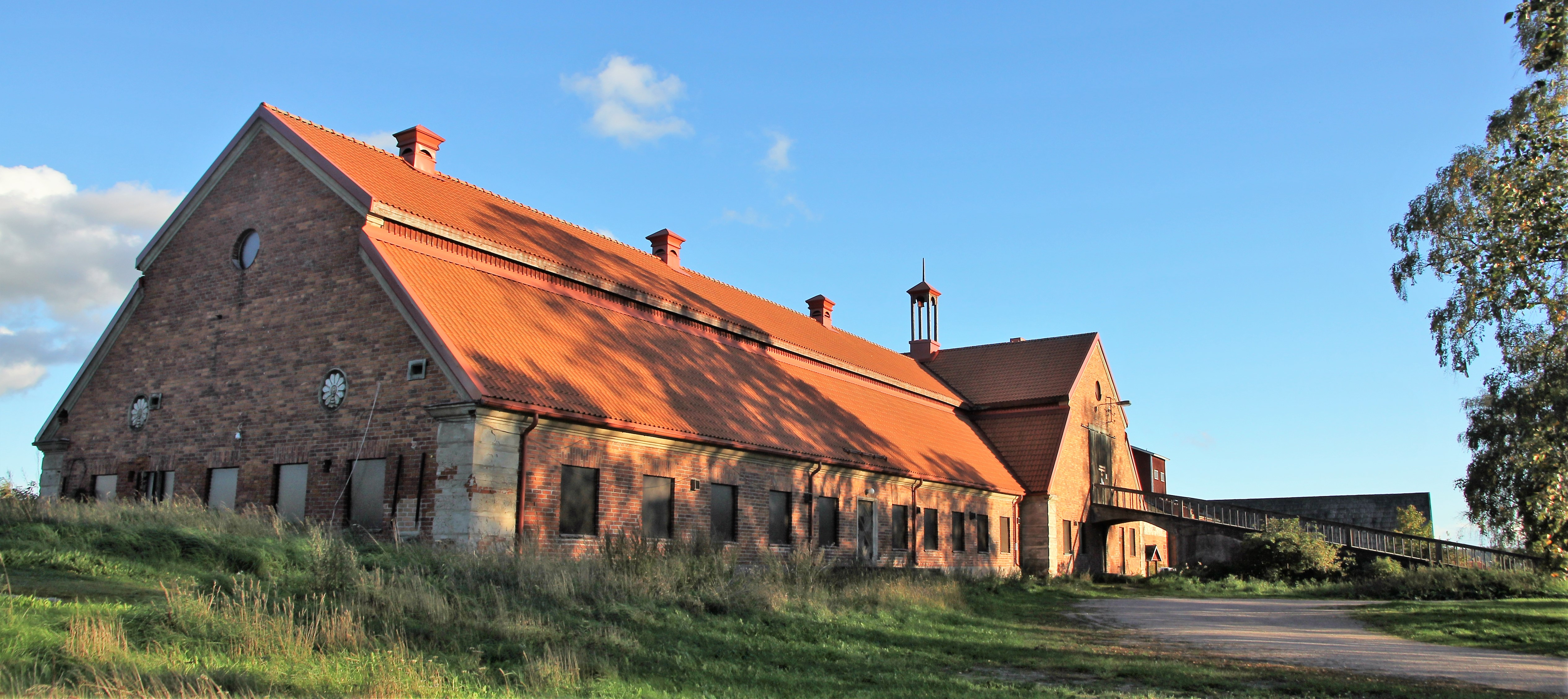
Ladugården.
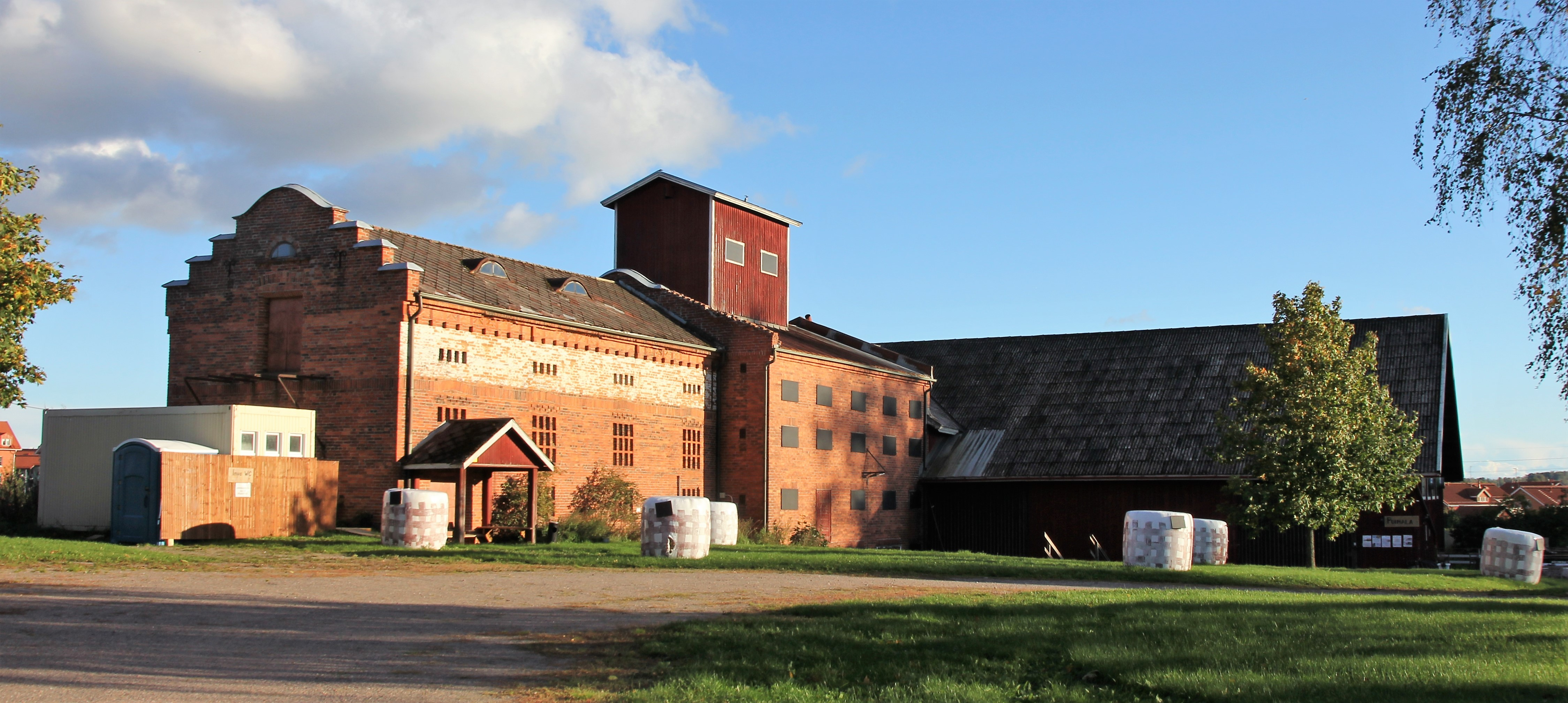
Tröskhuset.
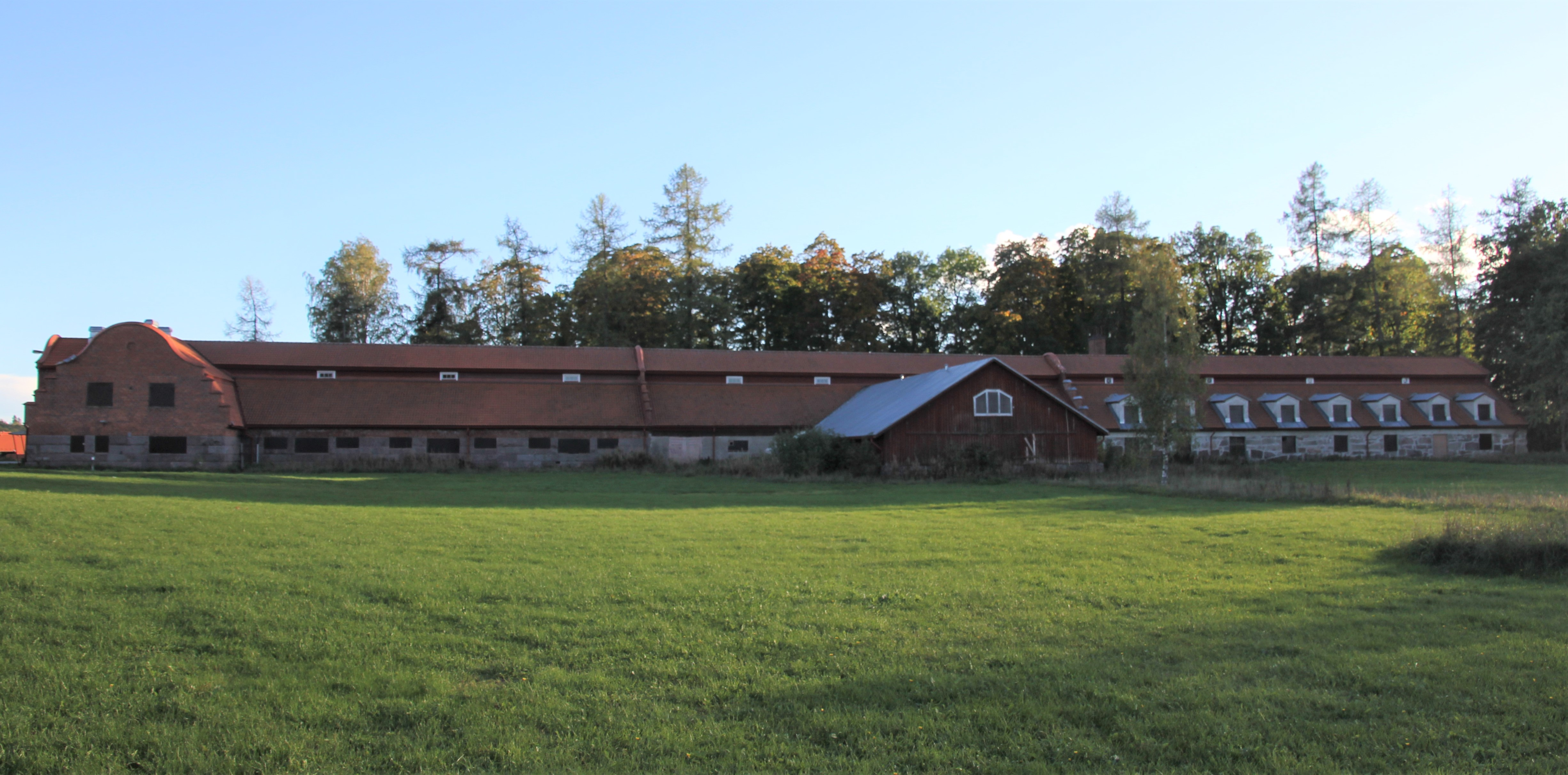
Svinhuset.
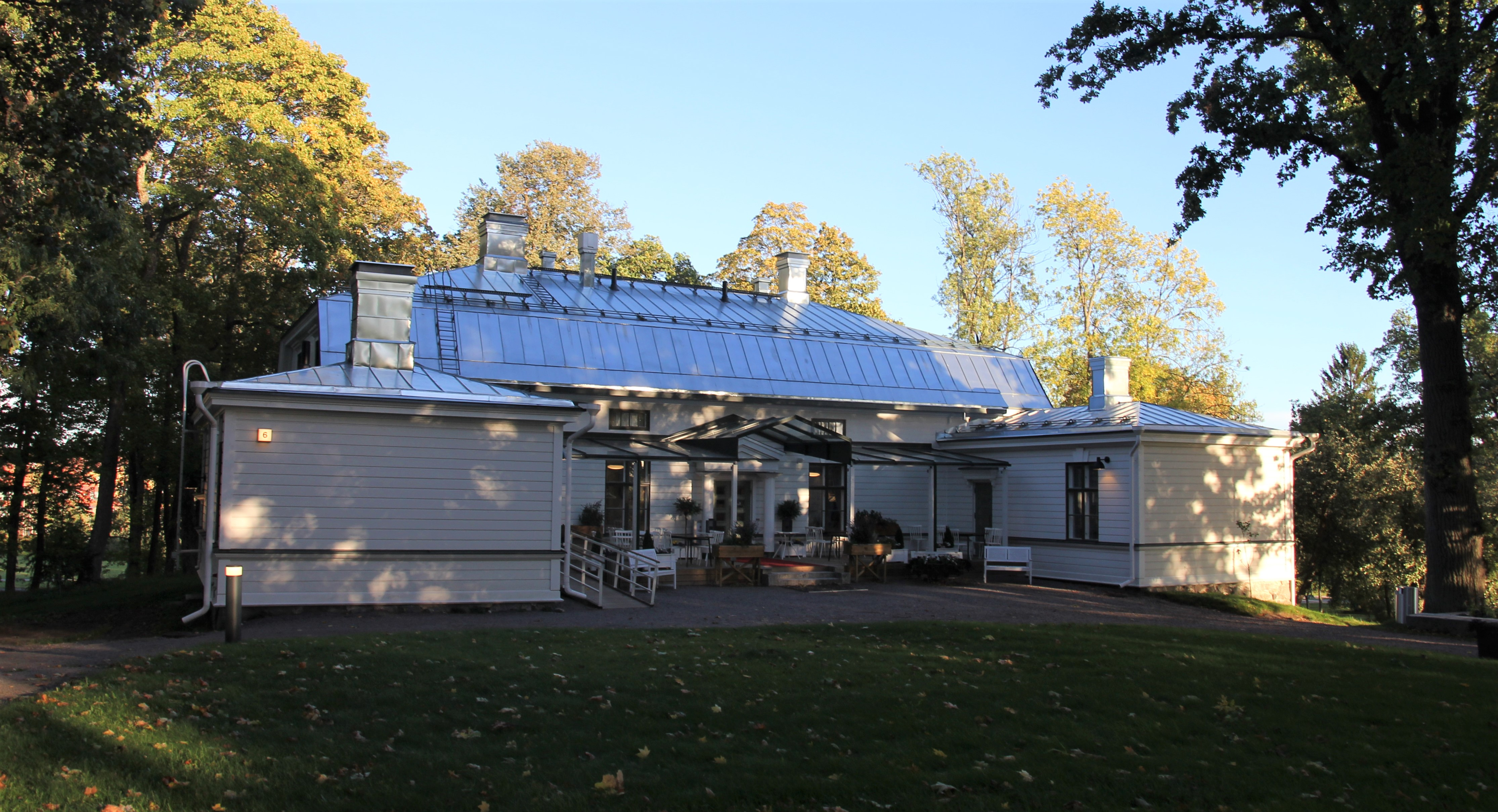
Huvudbyggnaden.